# Jaana Pelkonen
Jaana Pelkonen (ur. 27 stycznia 1977 w Lahti) – fińska prezenterka telewizyjna, parlamentarzystka.

## Życiorys
Prowadziła show z grami Tilt i program rozrywkowy FarOut. Była gospodarzem eliminacji fińskich preselekcji, a w 2007 współgospodarzem głównego Konkursu Piosenki Eurowizji.
W 2008 ukończyła nauki społeczne na Uniwersytecie Helsińskim. W 2008 wybrana do rady miejskiej w Helsinkach. W wyborach w 2011 z ramienia Partii Koalicji Narodowej uzyskała mandat posłanki do Eduskunty w okręgu stołecznym. W 2015 i 2019 z powodzeniem ubiegała się o poselską reelekcję.